# Karl Anderson (sciatore)
Karl Ruben Anderson (Lewiston, 6 agosto 1953) è un dirigente sportivo ed ex sciatore alpino statunitense.

## Biografia
Discesista puro originario di Greene, iniziò a gareggiare in Can-Am Cup nei primi anni 1970; in Coppa del Mondo esordì nel 1974 e ottenne il primo piazzamento di rilievo il 9 marzo 1975 a Jackson Hole quando si classificò 5º: tale risultato sarebbe rimasto il migliore di Anderson nel massimo circuito internazionale. Ai XII Giochi olimpici invernali di Innsbruck 1976, suo esordio olimpico, si classificò al 24º posto; in quella stessa stagione 1975-1976 in Coppa Europa vinse la classifica di specialità. Ai XIII Giochi olimpici invernali di Lake Placid 1980, suo congedo olimpico, non completò la gara; l'ultimo piazzamento della sua carriera agonistica fu il 15º posto posto ottenuto nella discesa libera di Coppa del Mondo disputata a Sankt Moritz il 21 dicembre 1980 e si ritirò l'anno seguente.
Dopo il ritiro intraprese la carriera dirigenziale: fece parte del consiglio direttivo della Federazione sciistica degli Stati Uniti dal 1982 al 1988 e in seguito ne fu vicedirettore esecutivo e responsabile finanziario; dal 1984 al 1988 fu anche membro del comitato esecutivo del Comitato Olimpico degli Stati Uniti.

## Palmarès

### Coppa del Mondo
- Miglior piazzamento in classifica generale: 41º nel 1975

### Coppa Europa
- Vincitore della classifica di discesa libera nel 1976[2]

### Campionati statunitensi
- 2 ori (discesa libera nel 1978; discesa libera nel 1979)[1]

## Riconoscimenti
- Maine Ski Hall of Fame (2005)[1].